# 平田松堂
平田 松堂（ひらた しょうどう、1882年2月2日 - 1971年1月9日）は、日本の画家。明治から昭和期にかけ、日本画分野で官展を中心に活動した。特に花鳥画に秀でた。本名は平田 栄二。足穂庵とも号した。
生家は華族（伯爵）。実業家の松下正治の父（その他の親族は後述）。

## 来歴・人物
1882年（明治15年）、東京市牛込に平田東助の長男として生まれた。
川合玉堂に師事したのち、1901年（明治34年）東京美術学校（現東京芸術大学）に入学、1906年（明治39年）に同選科を卒業した。
1907年（明治40年）、第1回文展にて『ゆく秋』が初入選、以降初期文展で入選を重ねた。
1921年（大正10年）から1932年（昭和7年）まで、東京美術学校教授。1926年（大正15年）第7回帝展で審査員。このほか大日本図画手工協会会長、文部省図画教科書編纂委員を歴任した。

## 代表作
掛け軸作品
- ゆく秋（1907年）
- 秋の色（1910年）
- 木々の秋（1912年）
- 小鳥の声（1914年）
- 松間の春・松間の秋（1915年）
- 群芳競妍（1916年）

## 家族・親族
- 父 - 平田東助（伯爵、明治・大正期の官僚、政治家。農商務大臣・内務大臣・内大臣を歴任）
- 大叔父 - 山縣有朋（公爵、長州藩士、陸軍軍人、内閣総理大臣）
- おじ - 山縣伊三郎（公爵、官僚、政治家、山縣有朋の甥・養嗣子）
- 従兄 - 伊東忠太（建築家）
- 岳父 - 前田利昭（七日市藩第12代藩主）
- 義兄弟 - 前田利定（子爵、農商務大臣）
- 義兄弟 - 前田利為（侯爵、加賀前田家第16代当主、大日本帝国陸軍陸軍大将）
- 長男 - 平田克巳（中御門経恭の娘・宣子を妻とする）
- 次男 - 松下正治（実業家。パナソニック（旧・松下電器産業）の代表取締役社長、代表取締役会長、代表取締役相談役名誉会長を歴任）
- 三男 - 三島義温（トヨタ南東京オート社長。三島通陽の娘婿）
- 四男 - 平田恭助（慶應義塾大学在学中に谷川岳で転落死、遺体搬出時の雪崩で二重遭難事故が発生した[2]）
- 娘婿 ‐ 三浦義彰（三浦謹之助の二男。千葉大学名誉教授。二女・玲子の夫。）
- 孫 - 松下正幸（企業人。パナソニック特別顧問、PHP研究所代表取締役会長、公益財団法人松下幸之助記念志財団理事長、関西経済連合会副会長、伊勢神宮崇敬会会長、元関西経済同友会代表幹事。慶應義塾評議員）
- 孫 - ヒロ松下（元レーシングドライバー、実業家、スウィフト・エンジニアリング スウィフト・エックスアイ 代表取締役会長&CEO）
- 曾孫 - 関根大介（実業家。オープンドア創業者）